# Tural Ganjaliyev
Tural Ganjaliyev (en azerí: Tural Gəncəliyev) — diputado de la VI convocación de la Asamblea Nacional de Azerbaiyán, presidente de la comunidad azerbaiyana de la región de Nagorno-Karabaj de Azerbaiyán.

## Biografía
Tural Ganjaliyev nació el 6 de marzo de 1980 en Shusha. Su primera educación recibió en la escuela secundaria  №4 en Shusha, más tarde, en 1987 ingresó a la escuela musical de nombre Niyazi en Shusha. En el mayo de 1992 trasladó a Bakú con su familia y allí continuó su educación. En el año de 2000 se graduó la facultad jurídica de la Universidad Estatal de Bakú y en 2002 obtuvo la maestría.

## Carrera
Desde 2004 fue funcionario encargado en la Gestión de los problemas de seguridad en el Ministerio del Exterior de Azerbaiyán , desde enero de 2006 fue nombrado Agregado de lo mismo departamento y desde 1 de mayo de 2008 fue nombrado tercer secretario.
En 2008-2013 años trabajaba en la embajada de Azerbaiyán en Canadá. Desde 1 de octubre de 2014 fue primer secretario en la embajada de Azerbaiyán en la República Checa. Después fue llamado a Bakú y hasta el 10 de enero de 2020 trabajó como primer secretatio en la Gestión de derecho internacional y relaciones del Ministerio del Exterior de Azerbaiyán.
El 20 de diciembre de 2018 fue elegido el presidente de la comunidad azerbaiyana de la región de Nagorno-Karabaj de Azerbaiyán.
El 9 de febrero de 2020 en las elecciones parlamentarias fue elegido como diputado de la VI convocación de la Asamblea Nacional de Azerbaiyán.